# 4 avril dans les chemins de fer
4 mars 4 mai
Chronologies thématiques
- Croisades
- Sports
- Disney

Cette page concerne les événements qui se sont déroulés un 4 avril dans les chemins de fer.

## Événements

### XXesiècle
- 1987. États-Unis : la compagnie de chemin de fer Soo Line annonce la vente de sa filiale Lake States Transportation Division à des investisseurs privés qui créent la nouvelle compagnie Wisconsin Central Transportation Corporation (WCTC).

### XXIesiècle
- 2006. France : une des célèbres voitures Mauzin a accompli sa première tournée nocturne de la LGV Est européenne, de façon à vérifier la géométrie de la ligne, dans la nuit du 4 au 5.

- 2009. Belgique : lancement du nouveau métro (4 lignes de métro + 2 lignes de trams) et de la nouvelle gare de l'Ouest à Bruxelles